# Pura Pulaki
Pura Pulaki é um templo hindu balinês ou pura localizado a oeste de Singaraja, Bali, Indonésia. O templo foi construído em terra plana com afloramentos rochosos como paisagem de fundo. Pura Pulaki é um pura segara ou um dos templos do mar de Bali, construídos em torno da ilha para formar uma cadeia de templos que protegem a ilha.

## História
A área de Pulaki foi habitada desde a era pré-histórica. Várias ferramentas de pedra em forma de machado foram descobertas em Pura Melanting, um templo perto de Pura Pulaki, em 1987. A área de Pura Pulaki pode ter sido um centro de uma religião pré-hinduísta que fez uso de um edifício religioso na forma de uma pirâmide. Geograficamente, Pulaki é um refúgio seguro que fornece um local de descanso para comerciantes marítimos entre Java e as ilhas Molucas. No século XIV, Pulaki foi registrado como o centro para o desenvolvimento do Vixnuísmo, uma seita do hinduísmo.
A lenda local conta que, após sua chegada, Nirartha foi levado pelos macacos da floresta até o local onde a Pura Pulaki seria construída. Depois disso, Pura Pulaki foi abandonado. Em 1920, o governo colonial holandês alugou a área de Pulaki ao comerciante chinês Ang Tek What. A área, incluindo o templo, foi tomada pelo governo indonésio em 1950 e foi restaurada e protegida.

## Complexo do templo
Pura Pulaki é o templo principal de um grupo de templos em torno da área, chamados
Pesanakan. Os templos circundantes em torno de Pura Pulaki,  são os Pura Pemuteran, que é popular por suas fontes termais, Pura Kerta Kawat e Pura Pabean. Pura Pulaki está situado junto à praia Pantai Gondol. Pura Pulaki é um dos pura segara ou "templos do mar", que foram fundados no século XVI também por Nirartha. Pura segara foram construídos para honrar as divindades do mar.
O santuário externo ou jaba pisan é o pátio mais externo do templo. A entrada para o santuário externo de Pura Pulaki é marcada por uma porta candi bentar dividida. Ela é flanqueada por dois kulkul, pavilhões onde são mantidos os tambores para pedir orações. O santuário interno ou jero é a parte mais sagrada de um templo balinês. A entrada no santuário interno é marcada com uma estrutura de portal conhecida como paduraksa. O paduraksa de pedra negra de Pura Pulaki é decorado com figuras de Naga Basuki, um dragão que mantém o equilíbrio do cosmos. O paduraksa de Pura Pulaki foi construído em 1983.